# Louis Adan
Louis Émile Adan, né à Paris le 26 mars 1839 et mort dans la même ville le 5 février 1937, est un peintre et illustrateur français.

## Biographie
Louis Adan naît le 26 mars 1839 dans l'ancien 2e arrondissement de Paris. Il est fils de l'artiste peintre Hippolyte Benjamin Adan (Paris, 1797 - Courbevoie, 1876) — élève de Paul Delaroche — et d'Émilie Delaromanichère (Paris, 1813 - Courbevoie, 1885).
Le 26 novembre 1867, il épouse à la mairie du 10e arrondissement de Paris Marion Adèle Binoche (La Nouvelle-Orléans, 1843 - Paris, 1923), une cousine par alliance, fille de rentiers.
Il entre aux Beaux-Arts de Paris comme élève d'Alexandre Cabanel et de François-Édouard Picot.
Son atelier se situe 75, rue de Courcelles à Paris. Il peint des paysages, des scènes de genre, des natures mortes et des aquarelles. Il illustre aussi plusieurs éditions, notamment Un Cœur simple de Gustave Flaubert, les Fables de La Fontaine et de Florian et les Œuvres complètes d'Alphonse Daudet.
En 1870 il exécute une composition monumentale représentant la Trinité en gloire, installée en 1892 dans le chœur de l'église Saint-Pierre-Saint-Paul de Courbevoie.
Il expose au Salon de 1863 jusqu'à sa mort. Il y obtient une troisième médaille en 1875, une deuxième médaille en 1882, une médaille d'or en 1888 et le prix Bonnat en 1931.
Il est nommé chevalier de la Légion d'honneur en 1892.
Il meurt le 5 février 1937 dans le 8e arrondissement de Paris et est inhumé dau cimetière du Père-Lachaise (69e division).
Sa sœur Marie Adan (Paris, 1846-1922) épouse le 11 avril 1872 à Courbevoie le peintre Alexis Douillard (Nantes, 1835 - Meudon, 1905). Deux de ses cousins paternels sont artistes peintres : Louis Félix Adan (Paris, 1825-1892) et Eugène Xavier Adan (Paris, 1826-1884).

## Distinctions
- Chevalier de la Légion d'honneur (décret du 3 janvier 1892).

## Œuvres
- La Trinité en gloire encadrée de deux anges thuriféraires (1870), église Saint-Pierre-Saint-Paul de Courbevoie ;
- La Sortie de l'église de Ciboure (1887), musée des Beaux-Arts de Pau[4] ;
- Les Filles du feu (1888), eaux fortes de Paul-Edme Le Rat, Librairie des Bibliophiles ;
- La Jardinière (1890) ;
- Atelier de peintre au modèle vêtu à la japonaise (ca 1890), National Gallery of Art, Washington ;
- Vendanges, couverture du Figaro illustré (octobre 1891)[5] ;
- En son honneur (avant 1900) ;
- Chez le doreur (ca 1905), musée des Beaux-Arts d'Angers ;
- Soir d'été, musée des Beaux-Arts de Mulhouse ;
- La Partie de quilles, musée national du Sport, Nice[6] ;
- On attend le parrain, musée des Beaux-Arts et de la Dentelle, Alençon ;
- Le Maître de chapelle, musée des Beaux-Arts de Lyon ;
- Élégantes se reposant près d'une mare, collection privée ;
- Chemin de la cascade ;
- L'éventail blanc (pastel).

Quelques œuvres de Louis Adan
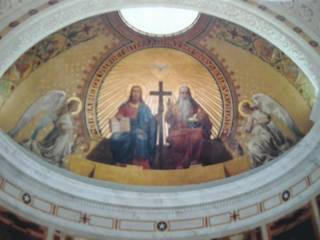
La Trinité en gloire (1870). Église Saint-Pierre-Saint-Paul de Courbevoie (abside).
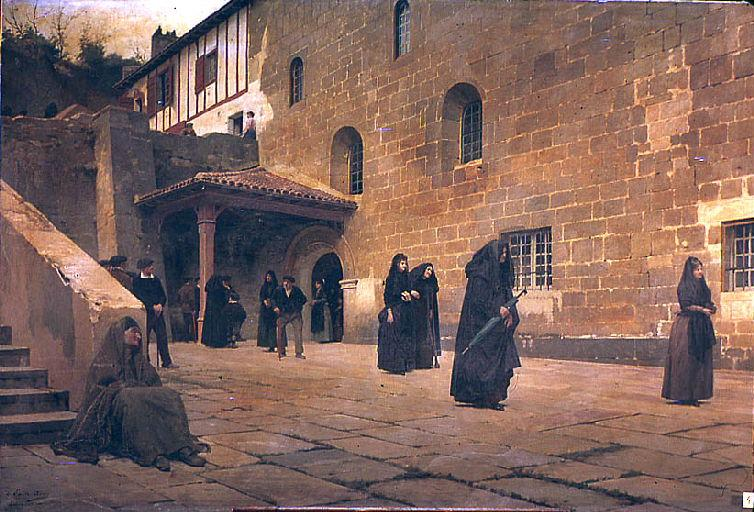
La sortie de l'église de Ciboure (1887). Musée des Beaux-Arts de Pau.
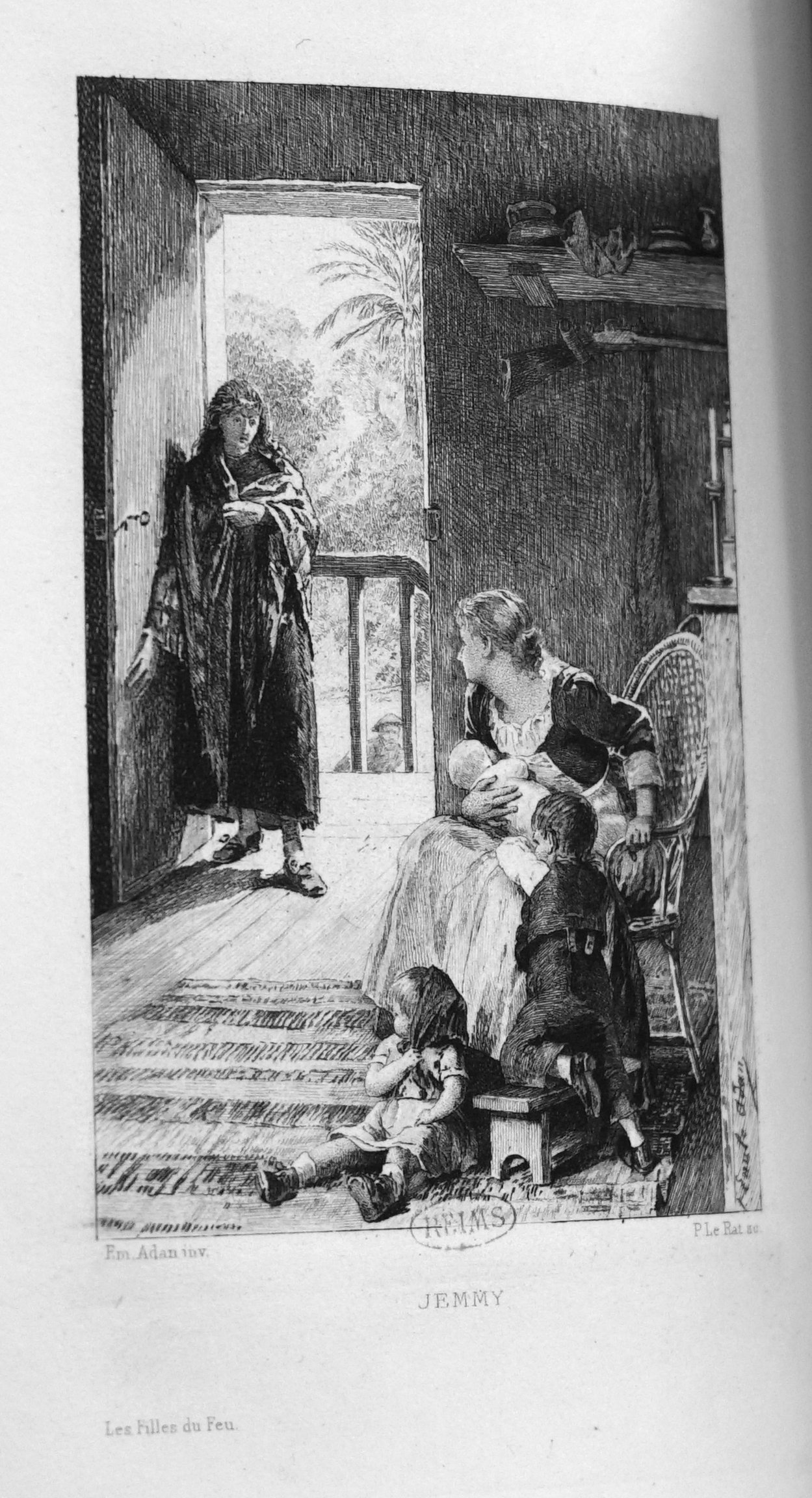
Les Filles du feu (1888).
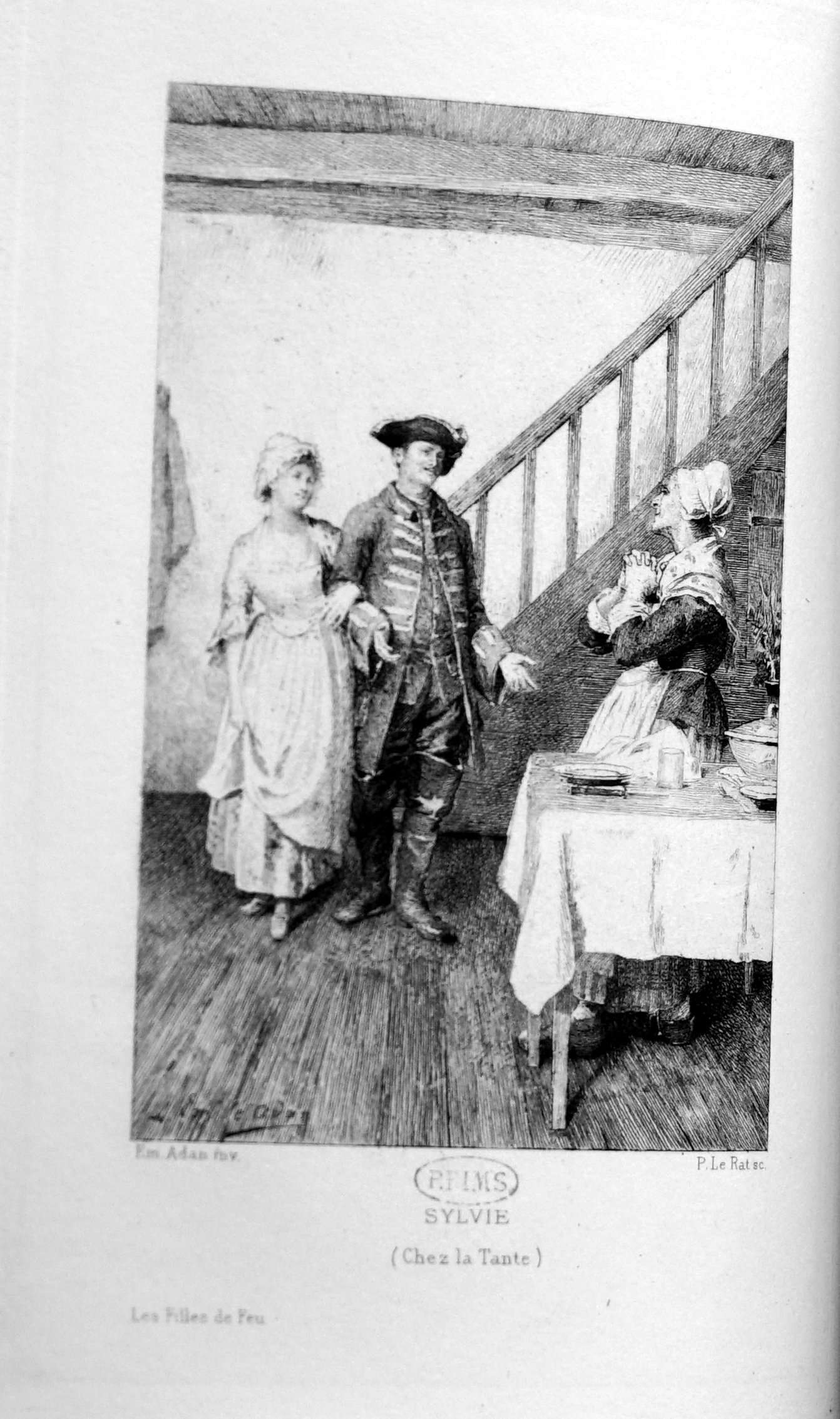
Les Filles du feu (1888).
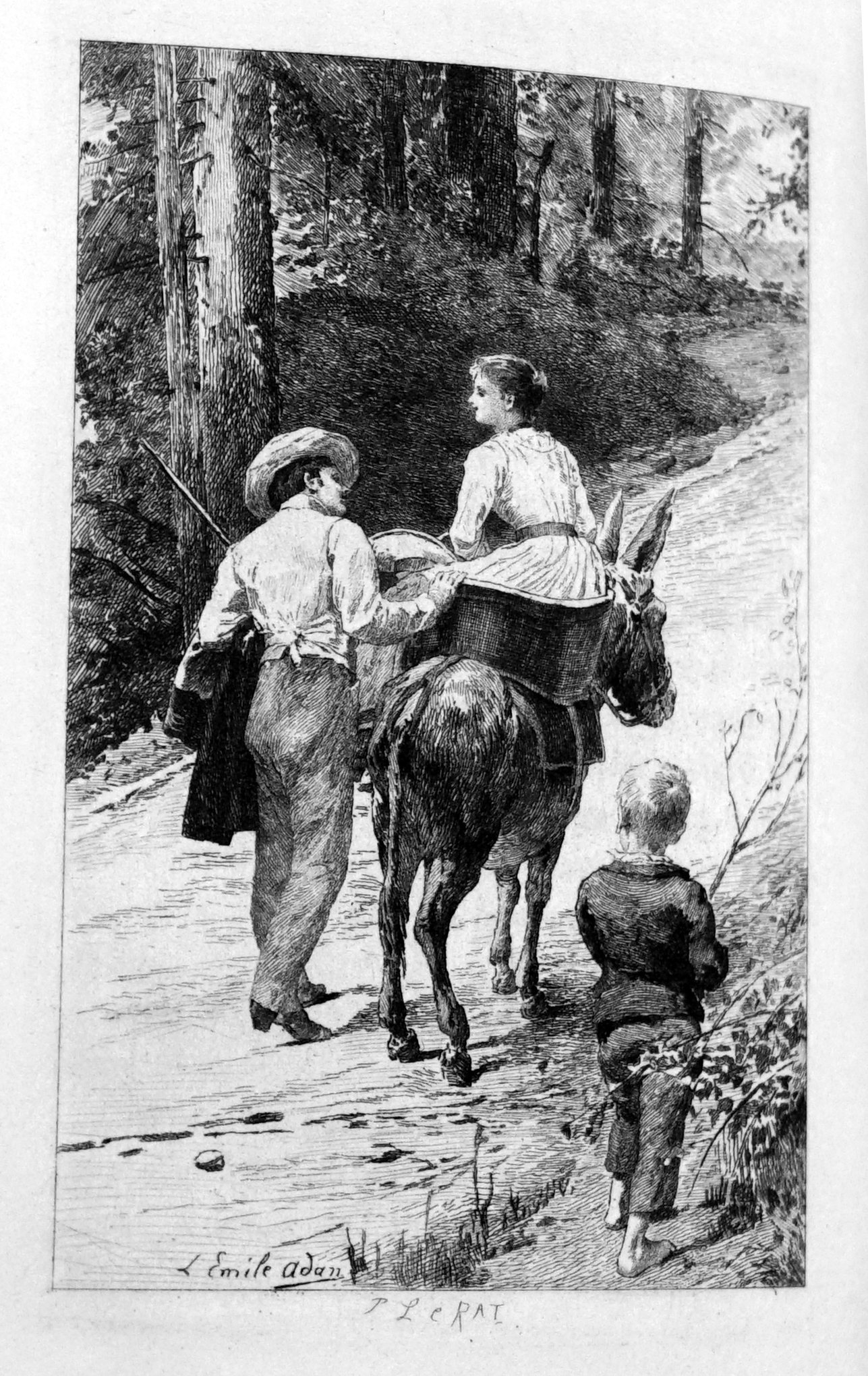
Les Filles du feu (1888).
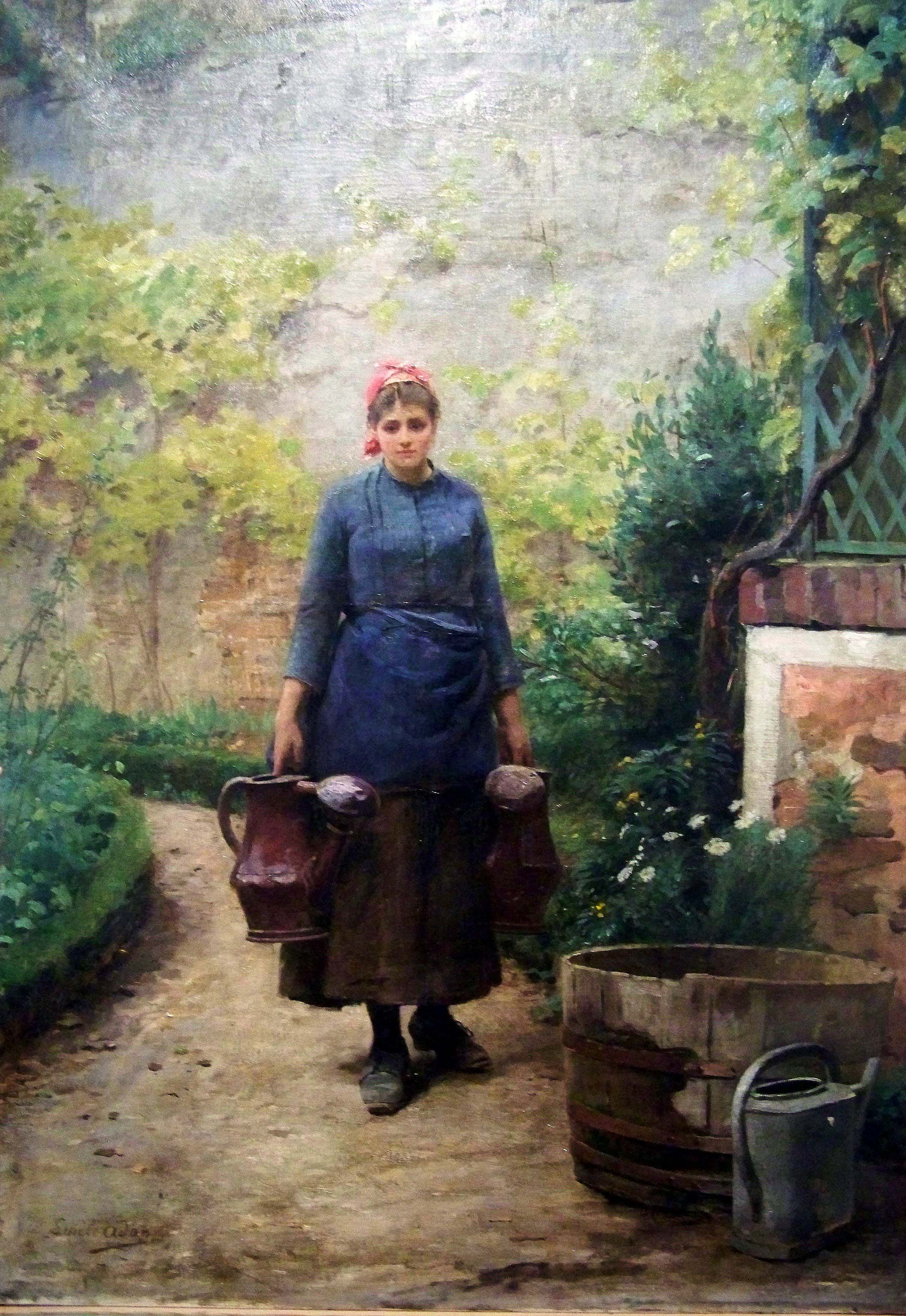
La Jardinière (1890).
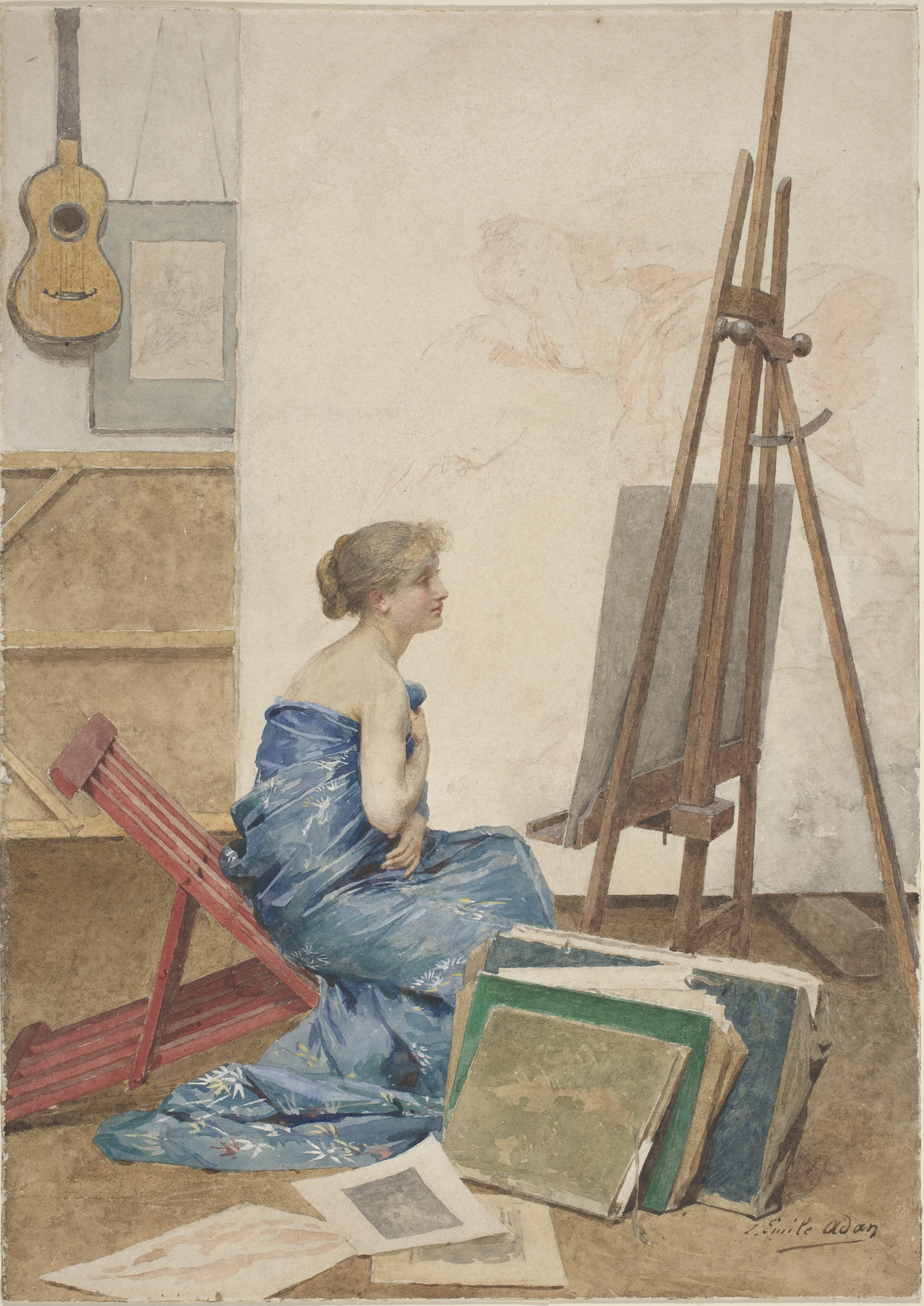
Atelier de peintre au modèle vêtu à la japonaise (ca 1890). National Gallery of Art, Washington.
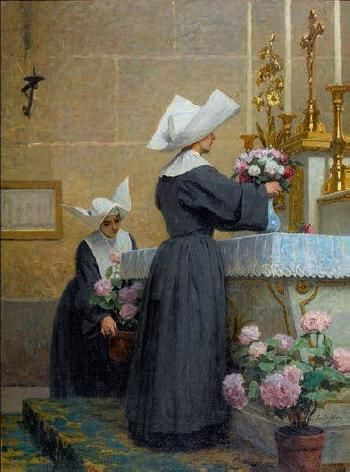
En son honneur (avant 1900).
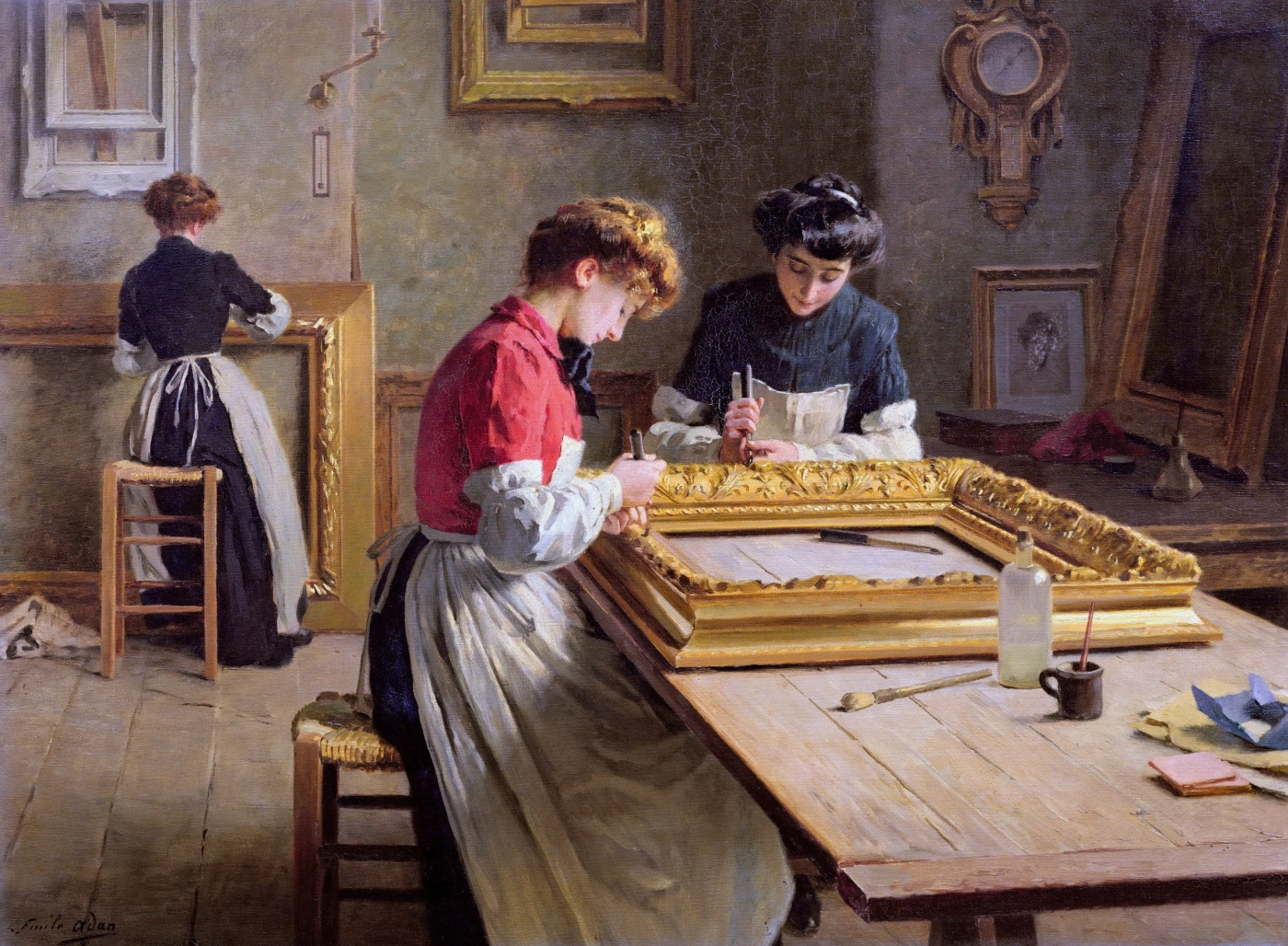
Chez le doreur (ca 1905). Musée des Beaux-Arts d'Angers.
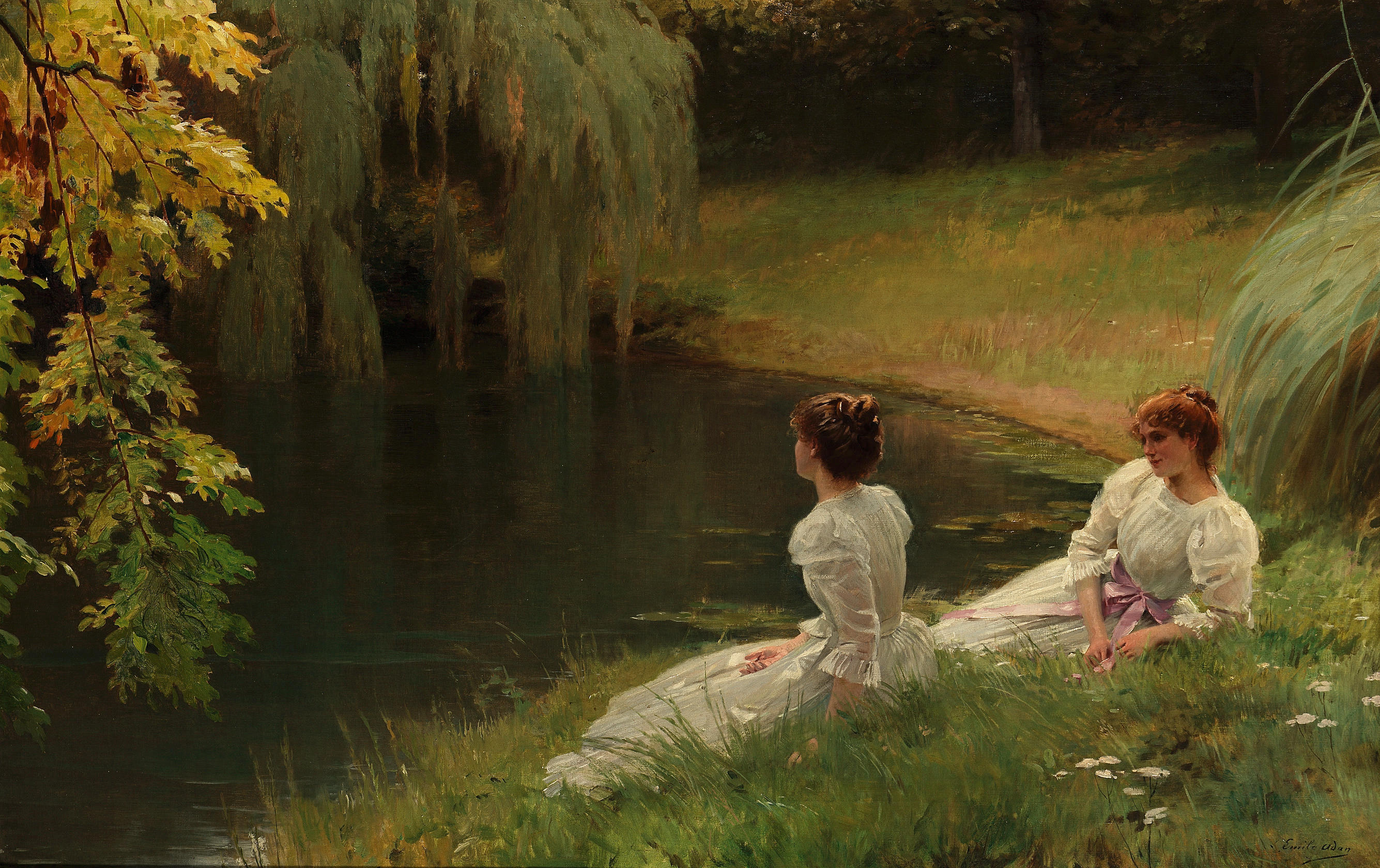
Élégantes se reposant près d'une mare. Collection privée.
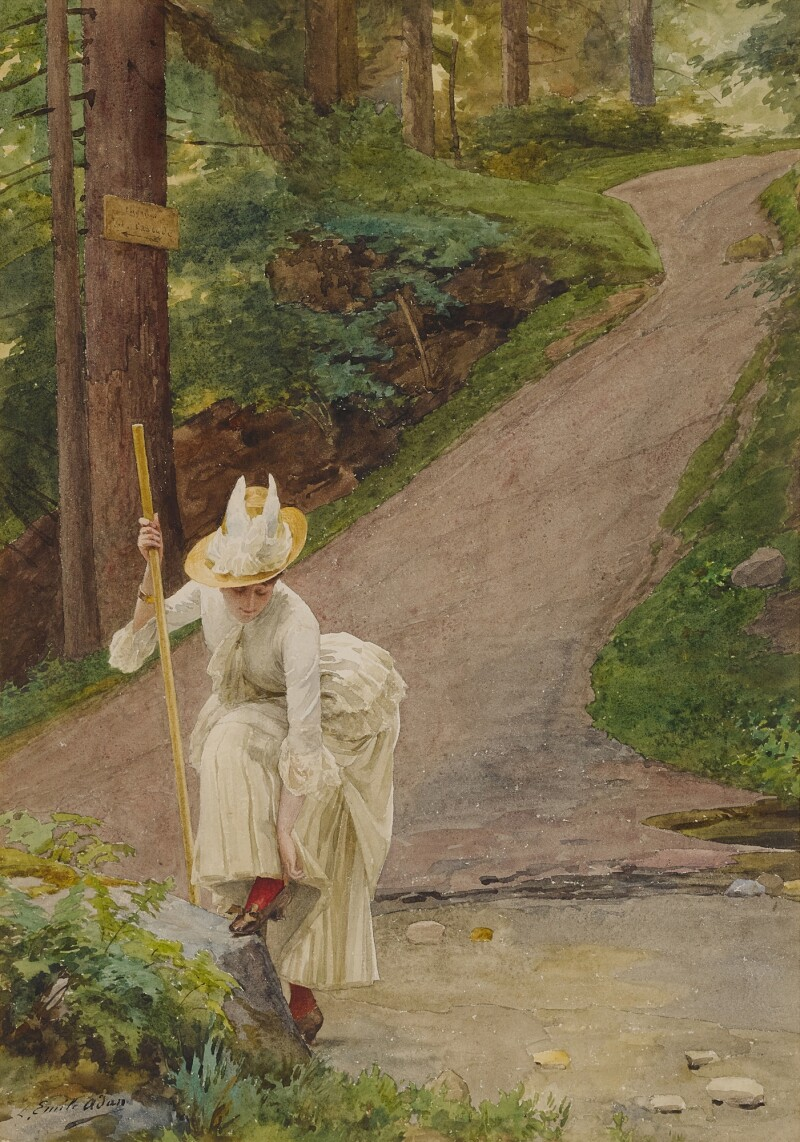
Chemin de la cascade.
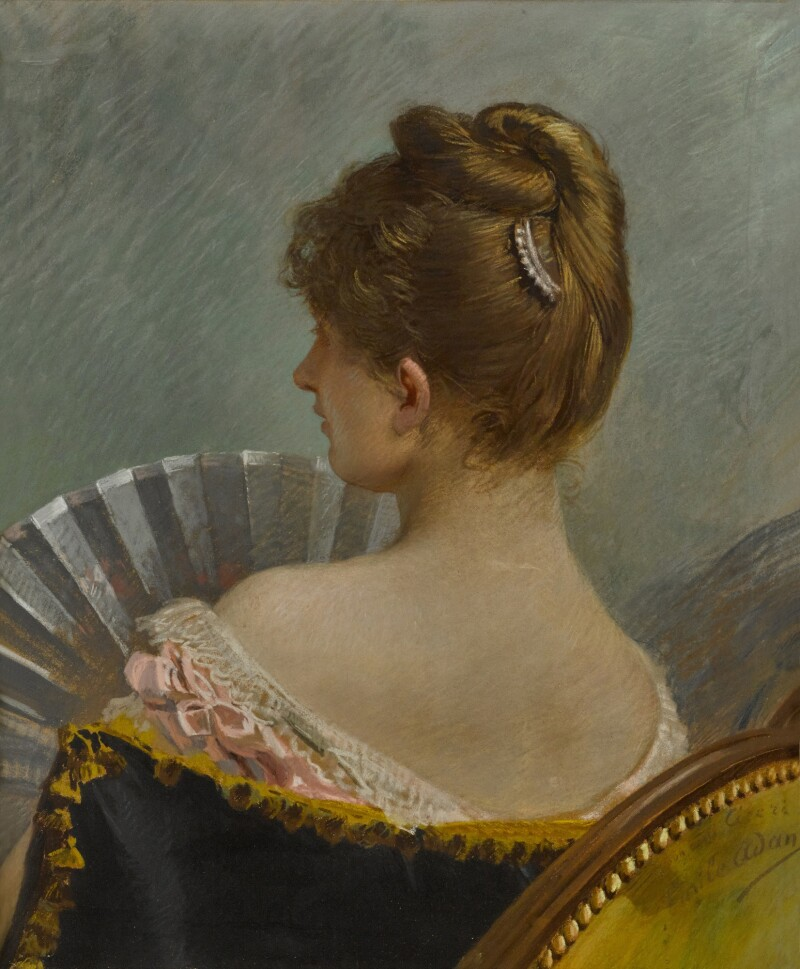
L'éventail blanc (pastel).